# Aa denticulata
Aa denticulata, jeedna od 28 vrsta orhideja iz roda Aa. Raste po livadama na visinama od 3000 metara u jugozapadnoj Kolumbiji i Ekvadoru.

## Slike
- Especies Colombianas